# Ylä-Sammaljärvi
Ylä-Sammaljärvi eller Sammaljärvi är en sjö i Finland. Den ligger i kommunen Nurmes i landskapet Norra Karelen, i den centrala delen av landet, 400 km nordost om huvudstaden Helsingfors. Ylä-Sammaljärvi ligger 156,6 meter över havet. I omgivningarna runt Ylä-Sammaljärvi växer i huvudsak blandskog. Den är 5,4 meter djup. Arean är 1,06 kvadratkilometer och strandlinjen är 6,82 kilometer lång. Sjön  ingår i Vuoksens huvudavrinningsområde. 